# Лінина
Лінина́ (інші назви — Лени́на, Линина) — річка у Самбірському районі Львівської області, ліва притока Дністра (басейн Чорного моря).

## Опис
Довжина 20 км, площа басейну 81 км². Лінинка — типово гірська річка з кам'янистим дном і численними перекатами та порогами. Характерні паводки після сильних дощів чи під час відлиги.

## Розташування
Лінинка бере початок на західних схилах хребта Оровий, неподалік села Соснівка. Тече переважно на схід в межах Верхньодністровських Бескидів через такі села: Соснівка, Великосілля, Лаврів, Велика Лінина і Тершів. Між селами Тершів та Завадка, що неподалік міста Старого Самбора, впадає у Дністер.

## Притоки
- Великий Потік, Лінинка (праві); Щубранів, Солючка (ліві).